# Elof Svensson
Elof Svensson, latiniserat Elaus Laurentii, floruit 1528, död 1556, var en svensk kyrkoherde i Delsbo församling, Hälsingland.
Elof Svensson var präst i Delsbo från 1525. Han tog emot kung Gustav Vasa när denne kom till landstinget på orten 10-14 mars 1528, ämnat för hälsingar, Medelpadbor och ångermanlänningar. Kungen skrämde befolkningen till trohet för sig själv och för den nya kyrkoläran efter Västerås riksdag 1527. Under tiden i Delsbo bodde kungen hos prästen Elof Svensson, där kungen skrev ned Delsbo ordinatia, en ny prästinstruktion.
Cirka 1528-1529 blev en Påvel tillsatt som pastor i Delsbo. Sändebud skickades till kungen om lov att behålla denne. Gustav Vasa svarade att de inte skulle vägra ta emot den som han sänt till Delsbo och krävde att Påvel skulle komma till kungen och förklara sig.
1533 tillsatte kungen återigen Elof Laurenti som pastor i Delsbo.
Bland Elof Svenssons barn märks sonen Sven Elofsson, dottern Gaudelina (Gudelina/Gölin) som gifte sig med Olaus Stephani Bellinus, sedermera biskop i Västerås, och Birgitta, som gifte sig med Ingelbertus Olai Helsingus varmed hon blev stammoder till släkten Terserus (Tersius) i Leksand.